# رابرت ماندل
رابرت ماندل (زادهٔ ۲۴ اکتبر ۱۹۳۲ – درگذشتهٔ ۴ آوریل ۲۰۲۱) اقتصاددان اهل کانادا و استاد اقتصاد در دانشگاه کلمبیا و دانشگاه چینی هنگ‌کنگ است. او سال ۱۹۹۹ به‌خاطر کار بر روی پویایی پولی و مناطق مناسب ارز برنده جایزه نوبل اقتصاد شد. از وی به پدر یورو یاد می‌شود.